# Елисей (Иванов)
Митрополит Елисей (в миру Олег Александрович Иванов; род. 19 июня 1973, Шахтёрск, Донецкая область) — епископ Украинской православной церкви на покое, митрополит Изюмский и Купянский (2012—2022).
Тезоименитство — 27 июня (пророка Елисея).

## Биография
Родился 19 июня 1973 года в городе Шахтёрске в семье шахтёра.
В 1988 году окончил школу-интернат в Шахтёрске.
В 1989 году поступил на работу слесарем в местное предприятие, совмещая работу с несением пономарского послушания в Иоанно-Богословском храме Шахтёрска.
В 1992 году перешёл в Николаевский кафедральный собор города Донецка, где также нёс послушание пономаря.
В 1994 году поступил на должность казначея в Михайловский храм города Авдеевки.
3 июня 1996 года епископом Алипием (Погребняком) в Георгиевском соборе города Макеевки был хиротонисан во диакона.
27 июня 1996 года в Святогорском монастыре наместником обители архимандритом Арсением (Яковенко) был пострижен в монашество с наречением имени в честь пророка Елисея, после чего был направлен на диаконское служение в Михайловский храм Авдеевки.
4 августа 1996 года епископом Алипием был хиротонисан во иеромонаха и направлен на пастырское служение в этот же храм, а 1 октября 1996 года указом митрополита Донецкого Илариона (Шукало) был назначен его настоятелем.
В 1997 году поступил на заочное обучение в Одесскую духовную семинарию, которую окончил в 2001 году.
В 1999 году митрополитом Иларионом (Шукало) был удостоен сана игумена.
С 2001 года нёс послушание духовника Ясиноватского благочиния Донецкой епархии.
В 2002 году поступил в Киевскую духовную академию, которую окончил в 2006 году со степенью кандидата богословия.
В 2004 году удостоен митрополитом Иларионом (Шукало) сана архимандрита.
29 ноября 2006 года указом Донецкого архиерея назначен на должность благочинного Авдеевского округа Донецкой епархии.
29 марта 2007 года решением Священного синода Украинской православной церкви архимандриту Елисею было определено быть епископом Амвросиевским, викарием Донецкой епархии. 31 марта 2007 года, в Лазареву субботу, состоялась его архиерейская хиротония.
18 октября 2007 года на заседании Священного синода Украинской православной церкви было принято решение о назначении епископа Елисея епископом Бердянским и Приморским.
8 мая 2012 года переведён в новообразованную Изюмскую епархию.
22 ноября 2012 года митрополитом Киевским и всея Украины Владимиром возведён в достоинство архиепископа.
28 июля 2017 года митрополитом Киевским Онуфрием (Березовским) за литургией в Киево-Печерской лавре возведён в достоинство митрополита.
28 сентября 2022 года митрополитом Киевским Онуфрием временно управляющим его епархией был назначен митрополит Харьковский Онуфрий (Лёгкий) (согласно сообщениям СМИ, Елисей в середине сентября 2022 года уехал с отступающими российскими войсками в Белгород).
23 ноября 2022 года Синодом УПЦ освобождён от управления Изюмской епархией и почислен на покой.
1 декабря 2022 года, на фоне вторжения России на Украину, попал в санкционный список Украины так как Иванов «поддерживает действия и политику РФ, подрывающие и угрожающие территориальной целостности, суверенитету и независимости Украины, а также ее стабильности и безопасности». Предполагается блокировка активов, ограничение торговых операций, блокирование вывода капиталов за пределы страны и лишение государственных наград Украины.

## Награды
- Орден апостола Иоанна Богослова II степени (5 октября 2014[10])
- Орден Украинской Православной Церкви «Рождество Христово — 2000»